# Microsema nubilata
Microsema nubilata är en fjärilsart som beskrevs av W. Warren 1907. Microsema nubilata ingår i släktet Microsema och familjen mätare. Inga underarter finns listade i Catalogue of Life.